# Muradnagar
Muradnagar är en stad i den indiska delstaten Uttar Pradesh, och tillhör distriktet Ghaziabad. Folkmängden uppgick till 95 208 invånare vid folkräkningen 2011.